# Alfred Cobban
 (février 2019).
Si vous disposez d'ouvrages ou d'articles de référence ou si vous connaissez des sites web de qualité traitant du thème abordé ici, merci de compléter l'article en donnant les références utiles à sa vérifiabilité et en les liant à la section « Notes et références ».
Alfred Cobban (1901-1968) est un historien britannique de la Révolution française, dont les travaux se rapprochent de ceux de François Furet et critiquent l'analyse marxiste des événements,.